# Wedowee
Wedowee − miasto w południowo-wschodniej części Stanów Zjednoczonych, w Alabamie, stolica hrabstwa Randolph.

## Demografia
- Liczba ludności: 747 (2023)
- Gęstość zaludnienia: 81,2 os./km² (2023)
- Powierzchnia: 9,2 km² (2023)

Według spisu dokonanego w 2000 roku przez United States Census Bureau miasto zamieszkiwało 818 mieszkańców. Było tam 337 gospodarstwa domowe, które zamieszkiwało 200 rodzin. Gęstość zaludnienia wynosiła wtedy 88,9 os./km². W mieście wybudowanych było 378 domów (ich gęstość to 41,6 domu/km²).
Podział mieszkańców według ras (stan na 2000 rok):
- 68,70% − Biali
- 30,20% − Afroamerykanie
- 0,12% − rdzenni Amerykanie
- 0,49% − Azjaci
- 0,24% − inne rasy
- 0,24% − z dwóch lub więcej ras
- 0,12% − Hiszpanie lub Latynosi